# Port Môle de Libreville
Le port de Libreville ou port Môle est un port situé à Libreville au Gabon.

## Description
Créé en 1952, c'esf le point de départ des bateaux pour Port-Gentil ou Pointe Denis.
c’est un lieu très animé où les restaurateurs et petits commerçants se ravitaillent en gros.
L'Office des Ports et Rades du Gabon (Oprag) souhaite moderniser le lieu avec la rénovation des voies, la construction d'un centre commercial ainsi que l'aménagement d'une mini base logistique,,.

## Caractéristiques
La profondeur d'ancrage est de  7,1 m - 9,1 m, la profondeur de la jetée : 9,4 m - 10 et celle du terminal pétrolier : 6,4 m - 7,6 m.